# Ploskana
Ploskana is een geslacht van vliesvleugeligen uit de familie Pteromalidae. De wetenschappelijke naam van dit geslacht is voor het eerst geldig gepubliceerd in 1976 door Boucek.

## Soorten
Het geslacht Ploskana omvat de volgende soorten:
- Ploskana brevicornis Boucek, 1976
- Ploskana tenuis Boucek, 1976